# Алабастрон
Алабастронът е малък, удължен, плътен съд с полусферично дъно, тънка шия и завършващ отгоре с плосък диск с отвор.
Обикновено е без дръжки, но има някои случаи, особено в Древна Гърция, при които са предвидени 2 плоски издатини за хващане, понякога перфорирани с няколко малки отвора за закачване. Вероятното му предназначение е да съхранява миро и парфюми, както се среща в сцени, рисувани по древните вази, където алабастронът е изобразен като съд с аромати, ползвани след баня.
Съдът дълго е използван в Коринт, но екземпляри от него са запазени само в образци на атинската керамика от средата на 6 век. Изработва се от различни материали, но главно от алабастър, откъдето идва и името му. Съществуват много примери за алабастрони, покрити с бяла глина, с идеята да имитират камък. Алабастрони от непрозрачно стъкло съществуват от 10 век пр.н.е. в Египет, 6 век пр.н.е. в Асирия и 2 век преди Христа в Сирия и Палестина.
Най-ранните египетски образци наподобяват колони с палмови капители, малък цокъл като подставка и са обхванати от вълнообразни ленти от стъклена нишка. По-късните алабастрони обикновено са от тъмносиньо или млечнобяло стъкло. Горната част има фуниеобразна форма с широко отваряне или просто най-обикновено широко гърло. Декорацията се състои от миди, гирлянди, фестони, а най-често срещани са опръстените модели, при които особено характерен е обработеният зигзаг.

## Видове
Съществуват три вида алабастрони:
- Основен коринтски стил – Формата на алабастрона е издута, висок е от 8 до 10 cm. Появява се в средата на 7 век пр.н.е. и се ползва до около 550 година пр.н.е. Често се среща в Гърция. Материалът, от който е направен съдът е различен.[2] Характеризира се с тясно гърло с тънък завършек отгоре. Шията и тялото на съда образуват непрекъсната крива с най-широк диаметър близо до основата.[3]
- По-продълговата и островърха версия на коринтския стил, открита между източните гръцки, етруски и итало-коринтски съдове. Направени са предимно от алабастър.[2]
- Атически тип – разпространен от края на 6 до началото на 4 век пр.н.е. Основата е заоблена, а височината варира между 10 и 20 cm. Понякога отстрани са добавени и две малки издатини за хващане. Също се произвеждат почти само от алабастър.[2] Шията е тънка и дълга и горната част завършва с широк отвор. Тялото също е тънко, яйцевидно, без крака, а профилът му представлява една плавна линия. Тази форма не е следствие от коринтския алабастрон, а е създадена от Амазис, художник на чернофигурална керамика, повлиян от египетския оригинал.[3]

- Коринтски алабастрон
- Етруски алабастрони (700-500 г. пр.н.е.)
- Атически алабастрон с покритие от бяла глина (480-470 г. пр.н.е.)
- Стъклен пунически алабастрон (2-1 век пр.н.е.)
- Римски алабастрон
- Гръцки или римски алабастрони от 100 г. пр.н.е.